# Mantarlido
Mantarlido ist eine kleine Siedlung im osttimoresischen Suco Hera (Verwaltungsamt Cristo Rei, Gemeinde Dili).

## Lage und Einrichtungen
Mantarlido gehört zur Aldeia Halidolar und liegt im Westen des Ortes Hera. Felder umgeben das Dorf. Westlich verläuft das Flusssystem des Hahic, das nur in der Regenzeit Wasser führt. Südlich befindet sich der Ort Hera. Die Straße, an der Mantarlido liegt, führt von der Küste im Norden zu Heras Ortsteil Jembatankik. Südwestlich liegen die Ortsteile Besidada und Bidik.